# Lucjan Siemieński
Lucjan Siemieński (Kamienna Góra, 1807. augusztus 13. – Krakkó, 1877. november 27.) lengyel költő, író, irodalomkritikus, publicista, műfordító.

## Élete
Galíciai földbirtokos családból származott, részt vett az 1830-1831-es felkelésben és az azt követő politikai konspirációban. 1837-ben letartóztatták, de hamarosan megszökött. A harmincas évek végén Siemieński emigrált Franciaországba, hogy elkerülje a letartóztatást. Ott csatlakozott a Lengyel Demokratikus Társasághoz, majd Andrzej Towiański köréhez.
1843-ban visszatért a szülőföldjére. 1848-ban telepedett le Krakkóban, ahol konzervatív csoportokhoz csatlakozott. Alapítója tagja volt a Lengyel Tudományos Akadémiának (PAN).
August Bielowski és Seweryn Goszczynski barátja volt, a Ziewonia almanach irodalmi köréhez tartozott. A pánszláv eszmék hatására a szláv irodalmak rokonságát vizsgálta, különösen a népköltészet foglalkoztatta.
Számos művét ihlette a lengyel és az ukrán folklór. Esszéket, meséket, életrajzi, történelmi és irodalmi műveket írt. Lefordította lengyel nyelvre többek között Homérosz Odüsszeiáját, Horatius ódáit, az Igor-éneket, Michelangelo verseit és ukrán népdalokat.

## Művei
- Dumki[1] (1838)
- Napierski (1838)
- Trzy wieszczby[2] - Három jövendölés (1841)
- Pamiątki o Samuelu Zborowskim - Ajándék Zborowski Sámuelnek (Poznań, 1844)
- Wieczory pod lipą - Esték a hárs alatt (1845)
- Wieczory pod lipą czyli historyja narodu polskiego opowiadana przez Grzegorza z pod Racławic (Poznań, 1847)
- Kilka rysów z literatury i społeczeństwa od roku 1848-1858, 1-2.[3] - Az irodalom és a társadalom néhány jellemző vonása 1848-tól 1858-ig, 1-2. kötet (1858)
- Portrety literackie 1-4.[4] - Irodalmi portrék 1-4. kötet (1865-1875)

### Fordításai
- Odysea - Odüsszeia (1873)
- Święci poeci - Szent költők (1877)

### Gyűjteményes kiadások
- Dzieła 1-10. - Művek 1-10. kötet (1880)
- Ogrody i poeci - Kertek és költők (1955)
- Podania i legendy polskie, ruskie i litewskie - Lengyel, rutén és litván mondák és legendák (1975)

## Magyarul
- Lucián Siemieńskiː Két beszély; ford. Cs. Lechner László; Gross, Győr, 1889 (Egyetemes könyvtár)